# SOR LH 10.5
SOR LH 10.5 — туристический автобус, выпускаемый чешской компанией SOR Libchavy с 2001 года.

## Конструкция
Автобус SOR LH 10.5 является производной моделью от SOR C 10.5. Автобус оснащён кузовом и несущей рамой. Компоновка автобуса заднемоторная, заднеприводная. Кузов сделан из металла, салон выполнен в пластиковой оправе. Справа расположены две входные выдвижные двери.
Задняя ось автобуса MERITOR. Под салоном присутствует багажник объёмом 7м3. От модели SOR LC 10.5, которую запустили в производство в 2002 году, автобус SOR LH 10.5 конструктивно отличается передней и задней частями.

## Предназначение
Автобус SOR LH 10.5 предназначен для обслуживания пригородных и междугородных маршрутов. В частности, этим автобусом управляет фрахтовщик.